# Edward H. Heinemann
Edward Henry Heinemann (Saginaw, 14 marzo 1908 – Rancho Santa Fe, 26 novembre 1991) è stato un ingegnere statunitense, capo progettista della Douglas Aircraft Company, specializzato in velivoli imbarcati su portaerei.

## Biografia
Gustave Henry Heinemann nacque a Saginaw (Michigan) il 14 marzo 1908 da padre discendente da una famiglia tedesca e madre svizzera. Dotato fin da ragazzo di fortissima personalità si impose il caratteristico, e più altisonante, nome di Edward. Nel 1915 la famiglia si trasferì a Los Angeles (California), dove si appassionò al mondo dell'aviazione quando partecipò alla Panama Pacific International Exposition. In questa occasione vide esibirsi numerosi pionieri dell'aviazione, e subito dopo decise di iscriversi alla Manual Arts High School, una scuola professionale.
Purtroppo abbandonò la scuola al penultimo anno deciso a mettere in opera le conoscenze fino ad allora acquisite. Frequentando la scuola serale ebbe come docente Donovan R. Berlin, allora capo progettista della Douglas Aircraft Company, che lo fece entrare nell'azienda in qualità di disegnatore nel 1926. Il suo talento e la sua ferrea volontà gli fecero apprezzare il lavoro di altri due valenti tecnici, James H. "Ducht" Kildenberger e Gérard Freebairn Vultee, fondatore dell'omonima società di costruzioni aeronautiche. In questa fase collaborò con John Knudsen Northrop alla progettazione dell'aerosilurante Douglas T2D-1. Dopo un solo anno di lavoro venne licenziato, e trovò occupazione dapprima alla International Aircraft, e poi alla Moreland Aircraft. In questa azienda progettò un velivolo da addestramento monoplano con ala a parasole, designato Moreland M-1 Trainer. A causa della grande depressione del 1929 il velivolo non ebbe successo, e fu costruito solamente in una piccola serie.  Quando nello stesso anno "Jack" Northrop lasciò la Douglas per fondare la Northrop Corporation, egli entrò nella nuova società. Nel 1932 riprese a lavorare per la Douglas, e nel 1936 divenne responsabile del reparto ingegneria della El Segundo Division. Durante gli anni a capo dell'ufficio progettazioni diede vita a numerosi velivoli imbarcati su portaerei, in più noti dei quali sono: il caccia F3D Skyknight, i cacciabombardieri SBD Dauntless, Douglas A-1 Skyraider e A-4 Skyhawk, ed il bombardiere A-3 Skywarrior. Nel 1953 venne insignito del Collier Trophy per il progetto del caccia Douglas F4D Skyray. Nel 1960 entrò a far parte della Guidance Technology in qualità di Executive Vice President, e nel 1961 divenne Corporate Vice President of Engineering della neocostituita General Dynamics. In questa società visionò, come supervisore, la progettazione del caccia F-16 Fighting Falcon. Si ritirò definitivamente dal lavoro nel 1973. Nel 1981 entrò a far parte dell'Aviation Hall of Fame, e il 24 maggio 1983, nel corso di una cerimonia tenutasi alla Casa Bianca, il presidente Ronald Reagan lo insignì della National Medal of Science. Fu designato Honorary Naval Aviator Number 18, e per lunghissimo tempo fu membro della Tailhook Association. Morì il 26 novembre 1991, a Rancho Santa Fe, in California. Il Naval Air Systems Command ha istituito il premio Edward H. Heinemann che viene assegnato a una persona, o ad un gruppo, che abbia dato un contributo significativo alla progettazione degli aeromobili.

## Progetti
Durante la sua lunga carriera Ed Heinemann ha progettato più di 20 aerei da combattimento, in primis per l'US Naval Aviation. Tra le sue realizzazioni vi sono:
- Douglas T2D
- Moreland M-1 Trainer
- Douglas SBD Dauntless
- Douglas DC-5
- Douglas A-20 Havoc
- Douglas A-26 Invader
- Douglas BTD Destroyer
- Douglas TB2D Skypirate
- Douglas A-1 Skyraider
- Douglas A-3 Skywarrior
- Douglas A-4 Skyhawk
- Douglas B-66 Destroyer
- Douglas X-3 Stiletto
- Douglas F3D Skyknight
- Douglas F4D Skyray
- Douglas F5D Skylancer
- Douglas D-558-1 Skystreak
- Douglas D-558-2 Skyrocket
- Piaggio PD-808[5]

## Premi e medaglie
- 1953: Collier Trophy per il progetto dell'F4D Skyray
- 1978: Daniel Guggenheim Medal
- 1981: National Aviation Hall of Fame
- 1983: National Medal of Science

### Periodici
- Marco de Montis, Lo SKYHAWK: il capolavoro di Ed Heinemann, in RID Rivista Italiana Difesa, No.12, Chiavari, Giornalistica Riviera Società Cooperativa a.r.l., giugno 2004,  pp. 82-92.
- Nico Sgarlato, Ed Heinemann: fu il più grande di tutti?, in Aerei nella Storia, No.91, Parma, West-Ward Edizioni, agosto-settembre 2012,  pp. 46-49, ISSN 1591-1071 (WC · ACNP).